# Koza Mostra
Koza Mostra este o trupă muzicală formată în Grecia. Trupa este compusă din: Elias Kozas (vocal), Alexis Arhontis (baterie), Stelios Siomos (chitară), Dimitris Christonis (chitară bas), Christos Kalaintzopoulos (acordeon) and Vasilis Nalmpantis (trompetă). Ei  au reprezentat Grecia ălături de Agathonas Iakovidis cu melodia „Alcohol Is Free", la Concursul Muzical Eurovision 2013.